# Fredrik Arvidsson Posse
Fredrik Arvidsson Posse, född 17 juli 1851 i Snårestads socken, Malmöhus län, död 22 augusti 1897 i Glumslövs församling, Malmöhus län, var en svensk greve, ingenjör och järnvägsentreprenör.
Posse var en förgrundsgestalt under utbyggnaden av det svenska järnvägsnätet. Han var son till greve Arvid Posse (Sveriges statsminister  1880–1883) och grevinnan Amalia De la Gardie. Han gifte sig med dottern till Gunnar Wennerberg, Auda Gunhild Wennerberg, med vilken han fick två söner samt en dotter, författarinnan Amelie Posse.

## Biografi

### Järnvägsengagemang

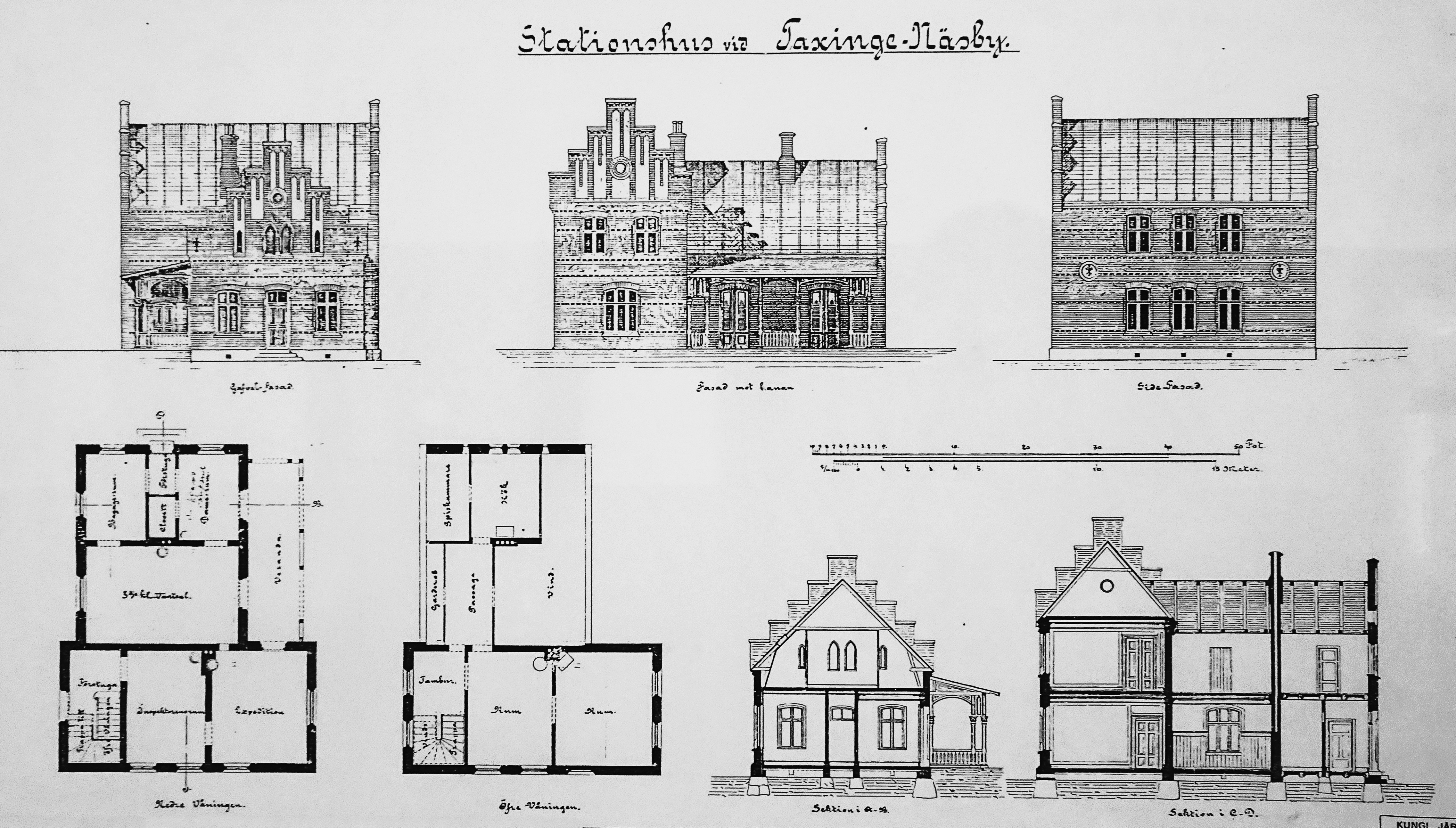
Taxinge-Näsby station, ritning.

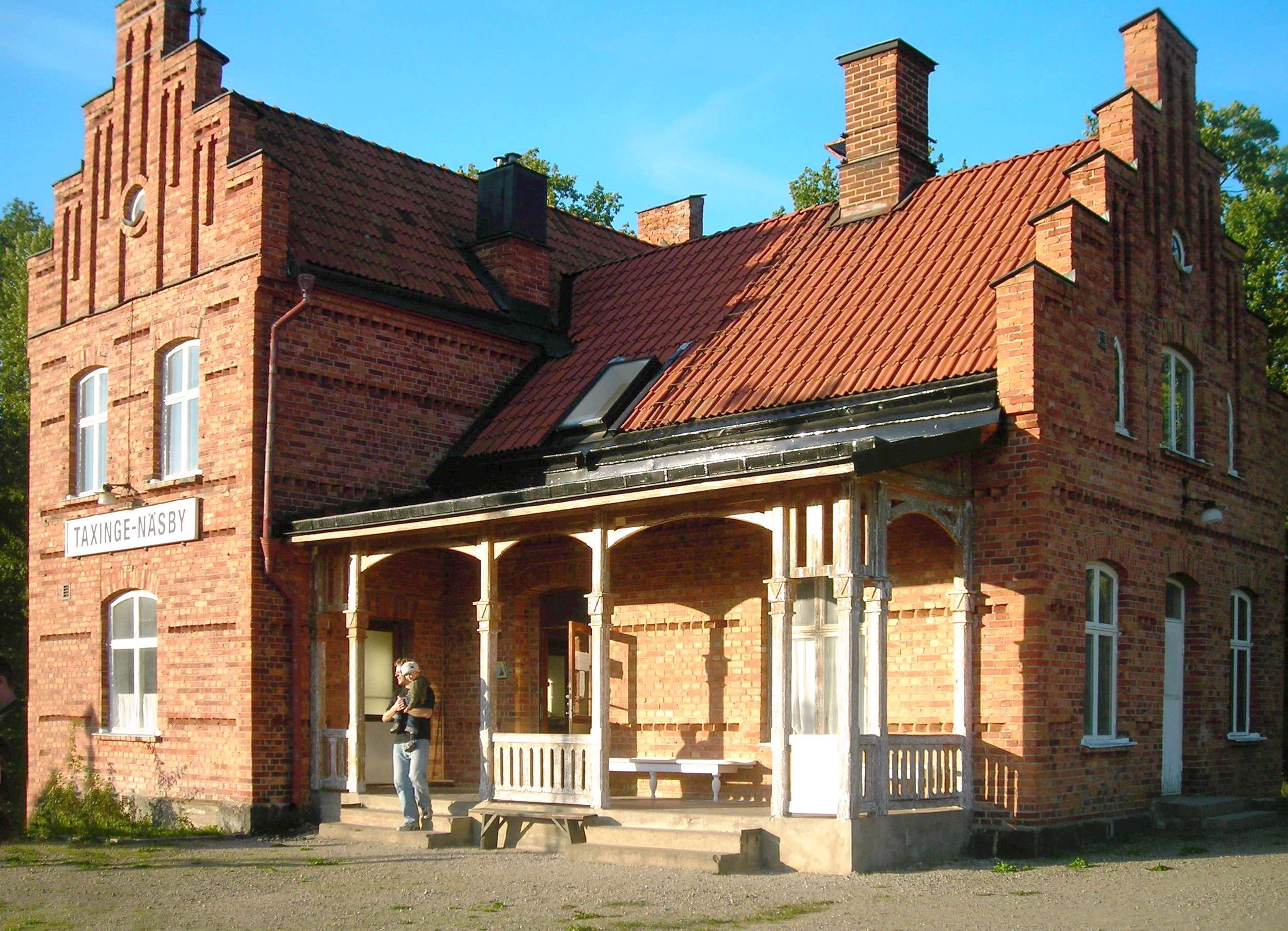
Järnvägsstationen Taxinge-Näsby ritades av Fredrik Posse.

Fredrik Posse studerade vid Chalmers i Göteborg och engagerade sig efter examen i järnvägsbyggnader samt bosatte sig på Maryhill vid Ålabodarna mellan Helsingborg och Landskrona. Han kom så småningom bli en av Sveriges största järnvägsentreprenörer och är med sina 499 anlagda bankilometer, efter Carl Jehander och Gustaf Borgström, den person som ansvarat för anläggandet av flest bankilometer i Sverige. De flesta järnvägar han byggde var i södra Sverige. Han ritade även många stationsbyggnader, bland annat Taxinge-Näsby station i Taxinge utmed Norra Södermanlands järnväg (NrSlJ) som bekostades av fadern Arvid Posse vilken var ägare till det närbelägna Näsby gods. Stationshuset i rött tegel och med trappgavlar är byggnadsminne sedan 1999.

### Decauvillebanor
År 1889 besökte Fredrik Posse också världsutställningen i Paris och imponerades av den där anlagda, 3,5 kilometer långa, decauvillejärnväg som gick runt utställningsområdet. När han kom tillbaka till Sverige föreslog han inför ett antal inflytelserika personer i Helsingborg att man skulle anlägga en decauvillebana från staden till Råå fiskeläge och Ramlösa brunn. Idén fick gehör och mynnade ut i bildandet av Helsingborg-Råå-Ramlösa järnväg (HRRJ), Posse lät inköpa delar av anläggningen från världsutställningen, däribland två ånglok, och 1891 inleddes trafiken på den 600 mm breda järnvägen som kom att följas av flera andra i landet.

### Byggandet av TRJ och fängelsestraff
Under det av Posse ledda byggandet av Trelleborg-Rydsgårds Järnväg (TRJ) inträffade en anmärkningsvärd händelse. Det visade sig vara synnerligen svårt att enas med styrelsen för Börringe-Östratorps Järnväg (BÖJ) om beträffande den nya banans inledande på Klagstorps station, och entreprenören använde då sin egen metod att lösa detta. På kvällen den 8 juni 1894 fördes ett lokomotiv med 26 vagnar på den sedan tidigare befintliga banan på från Trelleborg till Klagstorp, dit tåget anlände omkring kl. 1.30 på natten. Genom att använda BÖJ:s växlar och en provisoriskt anordnad sammanbindning överfördes samma natt detta tåg till den nya linjen mellan Klagstorp och Rydsgård. Posse åtalades för händelsen och dömdes till tre månaders fängelse som avtjänades på Landskrona citadell.
Det breda engagemanget och intensiva arbetet inverkade med åren negativt på Fredrik Posses hälsa och han avled sommaren 1897. Posse är begraven på Snårestads kyrkogård.